# Parpeville
Parpeville – miejscowość i gmina we Francji, w regionie Hauts-de-France, w departamencie Aisne.
Według danych na styczeń 2014 roku gminę zamieszkiwały 244 osby, a gęstość zaludnienia wynosiła 15,8 osób/km².